# Filmprojektor

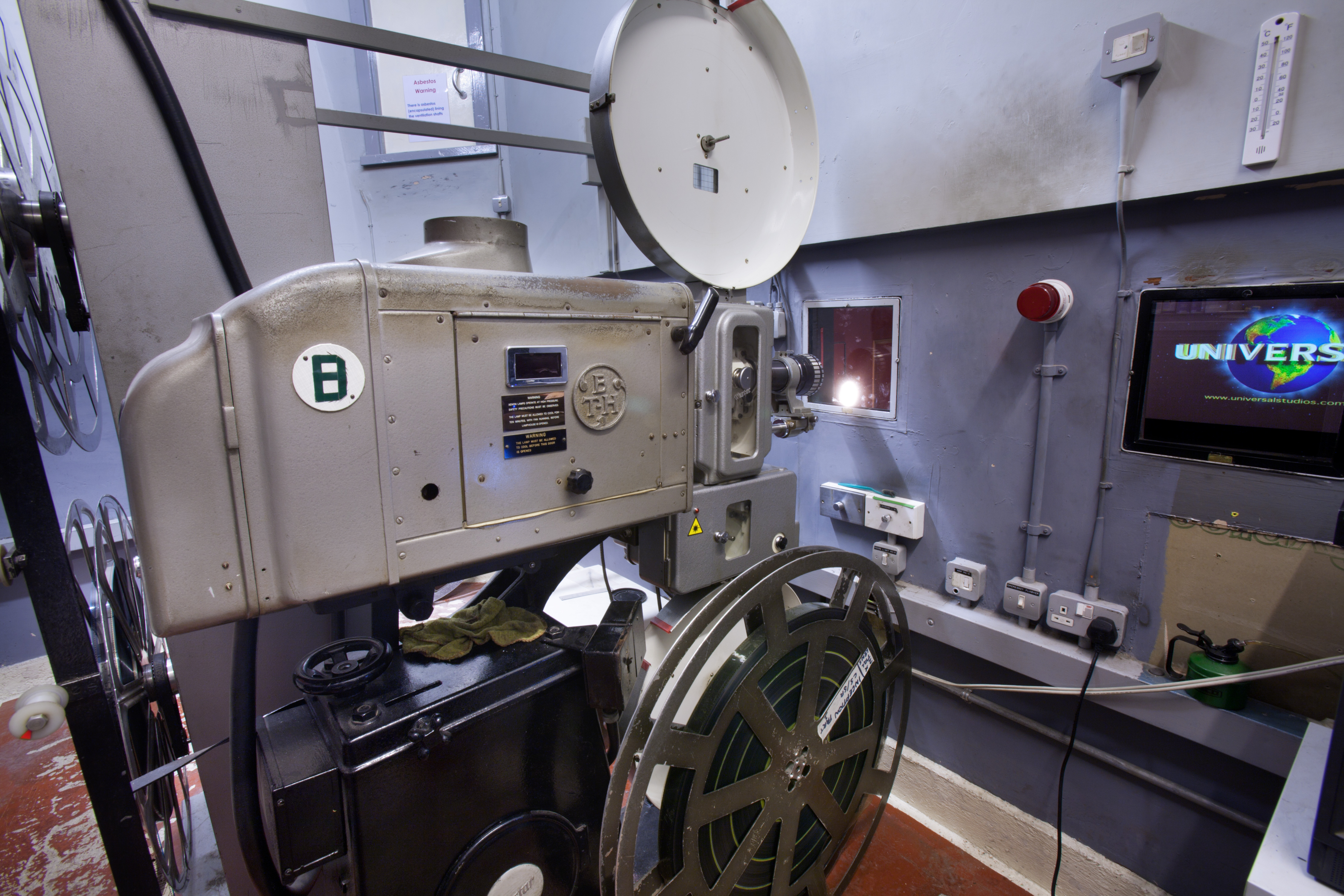
Ein Kino-Filmprojektor

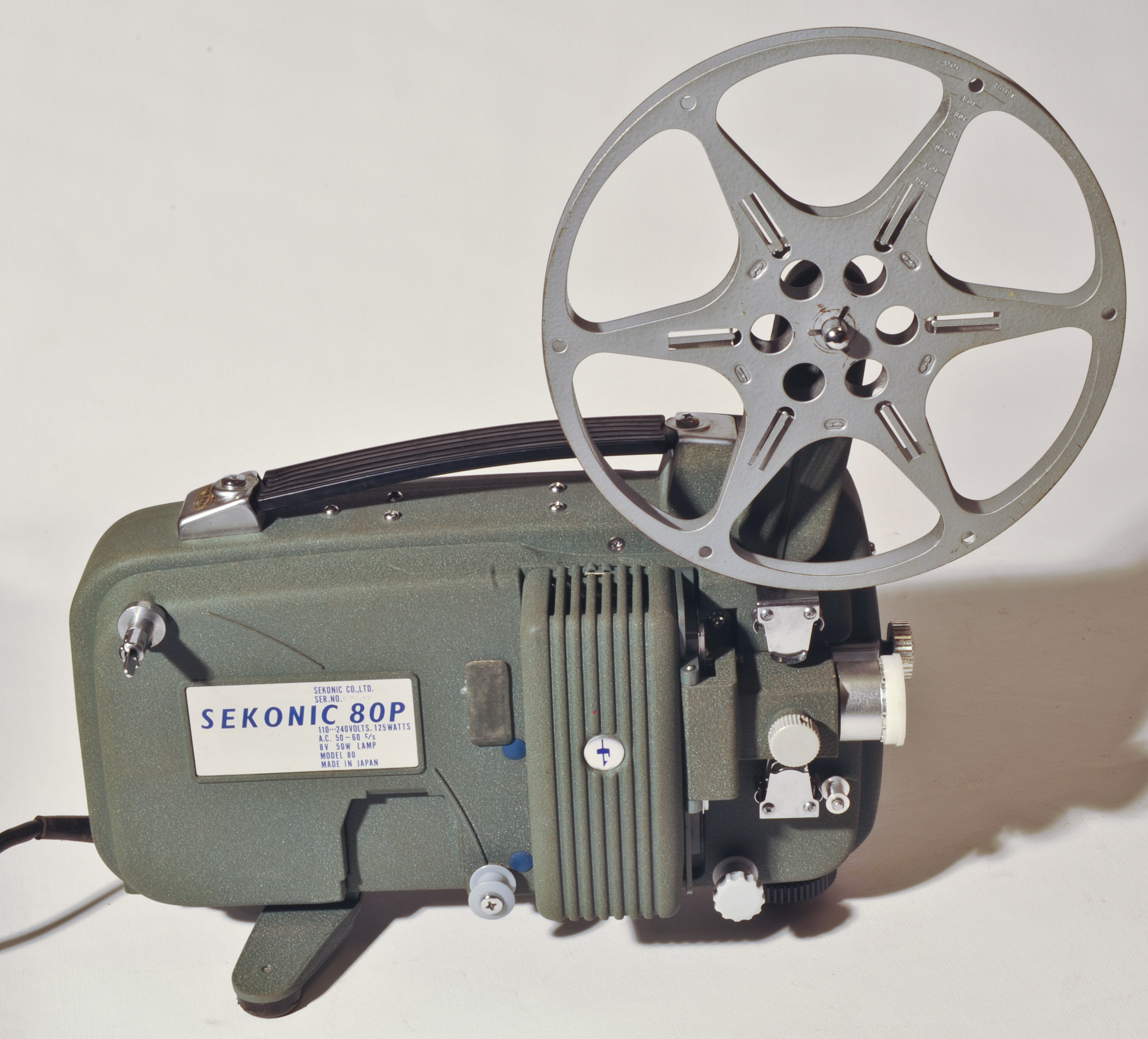
Ein 8-mm-Schmalfilmprojektor für Heimgebrauch

Ein Filmprojektor oder Laufbildprojektor dient als Projektor zur Projektion einer fortlaufenden Reihe von Einzelbildern auf eine Bildwand, die zuvor mit einer Filmkamera auf fotografischem Film (Kinefilm) aufgezeichnet worden sind.
Um den Eindruck eines bewegten Bildes hervorzurufen, werden Einzelbilder in schneller Folge hintereinander gezeigt. Der Bildwechsel erfolgt heute normalerweise 24 mal pro Sekunde. Dabei verharrt das Einzelbild jeweils kurz im gebündelten Lichtstrahl, bevor der Film ruckartig zum nächsten Bild weitertransportiert wird. Damit die Bildbewegung nicht wahrgenommen werden kann, verdunkelt eine rotierende Umlaufblende den Lichtstrahl während des Weitertransports zum nächsten Bild.
Die aufeinanderfolgende Projektion von 24 Einzelbildern pro Sekunde reicht zwar für eine ruckfreie Wahrnehmung von Beta-Bewegungen aus, doch werden 24 Dunkelphasen pro Sekunde als störendes Flimmern wahrgenommen. Üblicherweise verdunkelt die Umlaufblende den Lichtstrahl darum ein oder zwei weitere Male während der Stillstandsphase eines jeden Einzelbilds. Jedes Filmbild erscheint also zwei oder drei Mal hintereinander, der Hell-Dunkel-Wechsel kann durch Flimmerfusion und Erhöhung der Verdunklungsfrequenz auf 48 oder 72 Hertz vom Auge nicht mehr wahrgenommen werden.
Super-8-Filme arbeiten mit einer Bildfrequenz von 18 Hz und die meisten Stummfilme wurden noch mit 16 bis 22 Bildern pro Sekunde aufgenommen. Werden diese mit der heute üblichen Geschwindigkeit abgespielt, erscheinen Bewegungen im Zeitraffer. Kommunale Kinos besitzen häufig Projektoren mit variabler Geschwindigkeit.
Aufgrund der im deutschen Sprachraum üblichen Netzfrequenz von 50 Hz arbeitet das Fernsehen mit 50 Halbbildern pro Sekunde, d. h. mit einer Bildfrequenz von 25 Hz. Zur Vermeidung von Interferenzen werden Kinofilme im Fernsehen anstelle der vorgesehenen 24 Hz ebenfalls mit 25 Hz ausgestrahlt, wodurch sich die Laufzeit um 4 % verkürzt. Ein Kinofilm von 100 Minuten Dauer läuft im Fernsehen und auf Video also nur 96 Minuten.
Mechanische Filmprojektoren wurden rund ein Jahrhundert lang verwendet. Seit der Jahrtausendwende werden Kinofilme zunehmend digital produziert, verbreitet und projiziert.

## Bestandteile

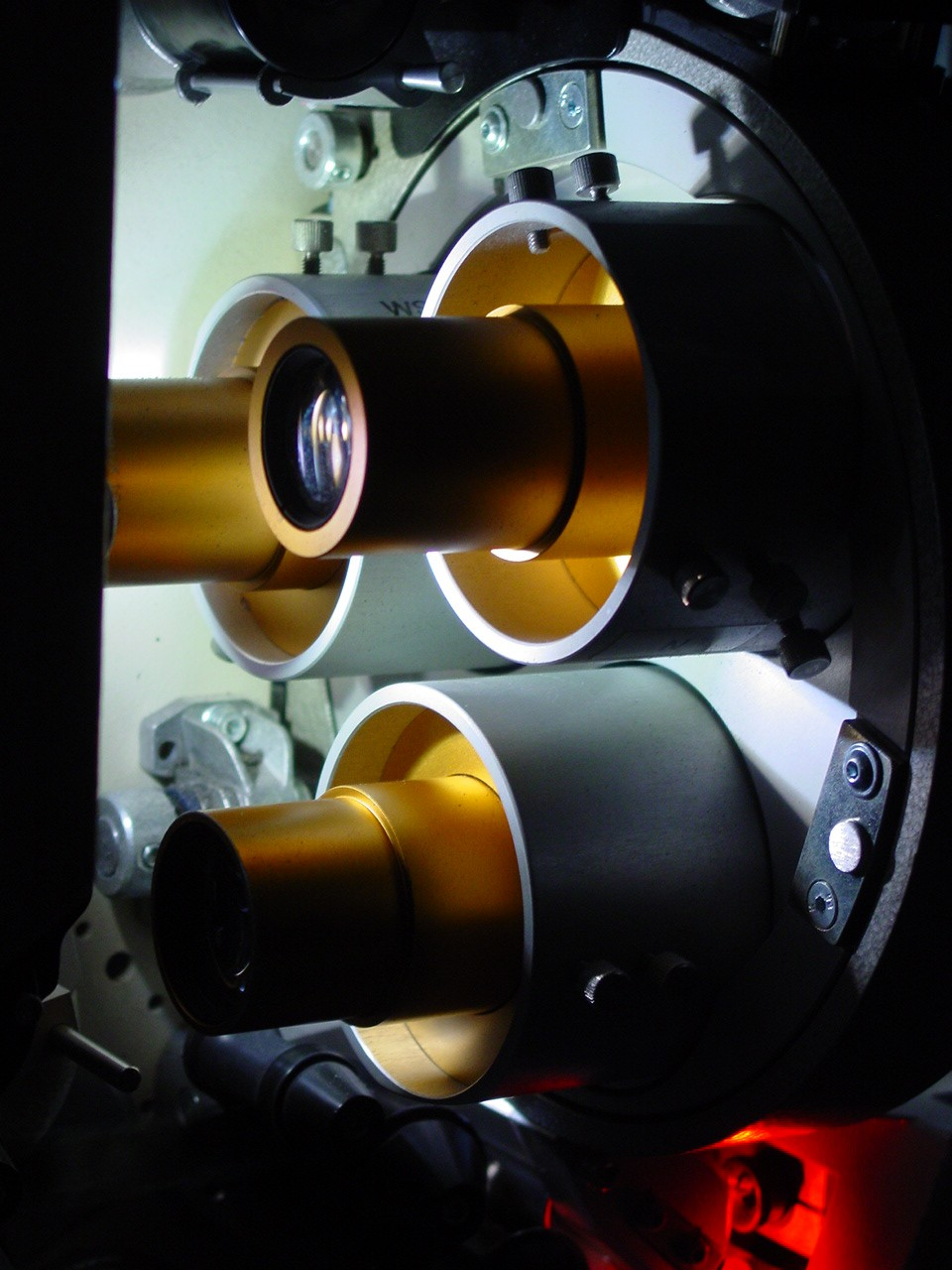
Objektivrevolver des Kinoprojektors FP 30 mit drei verschiedenen Objektiven

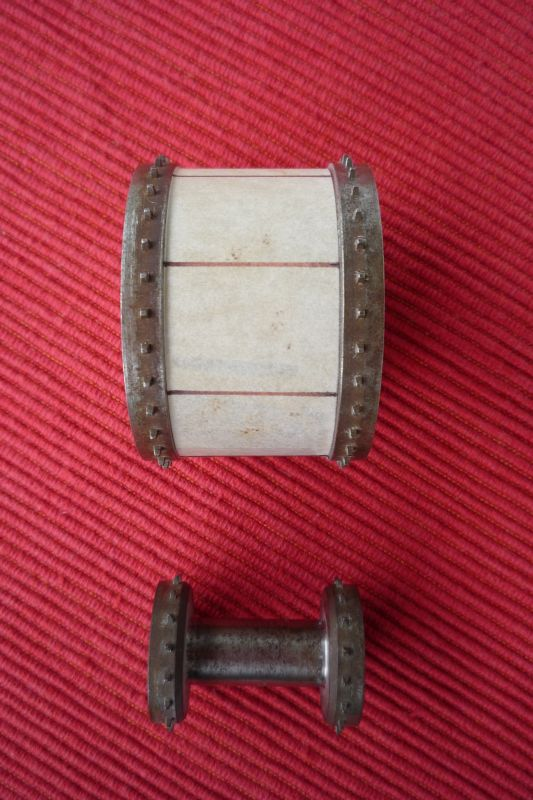
Zahnrollen eines 35-mm-Projektors in ausgebautem Zustand (oben: Vor- bzw. Nachwickelrolle mit Markierungen für Bildstrich; unten: Schaltrolle)

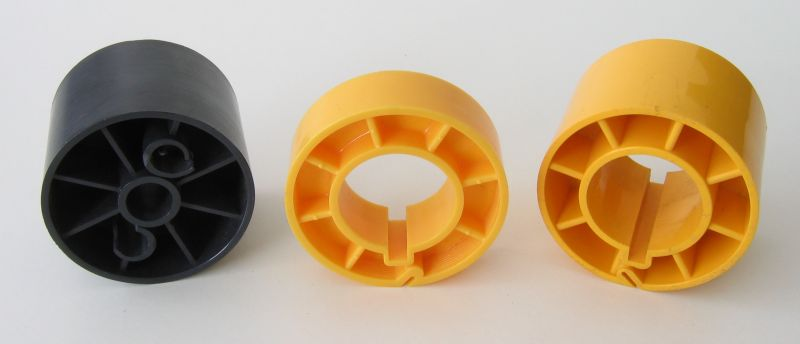
Links und rechts je ein Bobby für 35-mm-Film, in der Mitte einer für 16-mm-Film (die beiden gelben Bobbies sind für den Einsatz in Schneidetischen, der schwarze Bobby wird beim Versand von Filmkopien an Kinos verwendet)

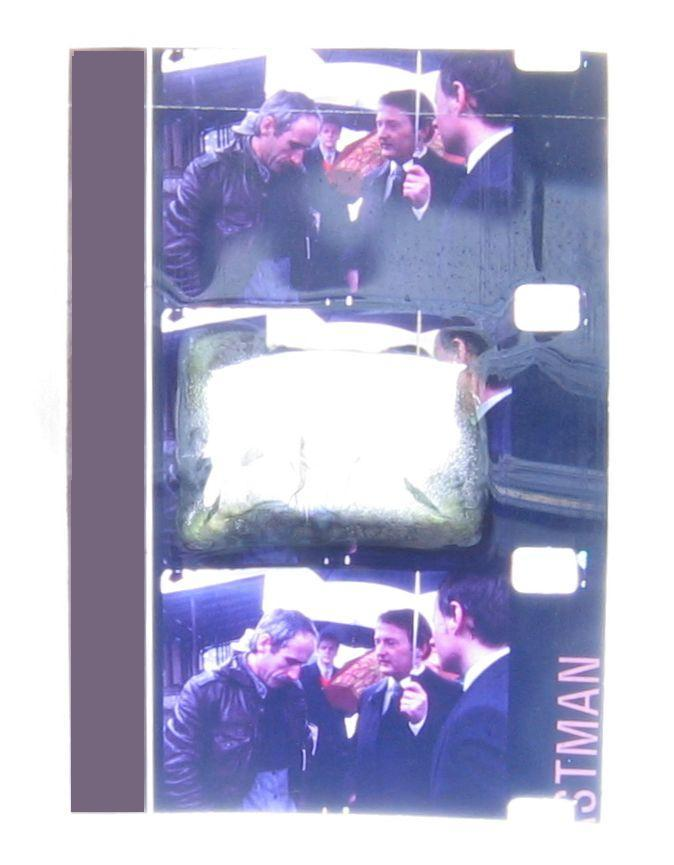
16-mm-Film, bei dem ein Filmbild infolge Blockierens des Filmtransportes durchgebrannt ist, weil die Filmklappe nicht rechtzeitig geschlossen wurde

Die wichtigsten Elemente eines Filmprojektors sind

Funktionsweise eines Malteserkreuzgetriebes, das den Film schrittweise zur Einzelbildprojektion transportiert

- der Filmantrieb (zum Beispiel ein Malteser-Kreuz-Gesperre in Verbindung mit Schaltrolle oder ein Greifer), der den Film in der Dunkelphase transportiert, um ihn in der Hellphase möglichst lange stillstehend projizieren zu können. Der Film läuft in einer sogenannten Filmbahn, wo er längs, quer und entlang der optischen Achse geführt wird (siehe dazu die Nomenklatur der engeren Filmtechnik).
- die Umlaufblende (Sektorscheibe), die den Lichtstrahl unterbricht, während der Film transportiert wird, und dann noch ein weiteres Mal in der Mitte des Moments, in dem das Filmbild gezeigt wird (Erhöhen der Flimmerfrequenz)

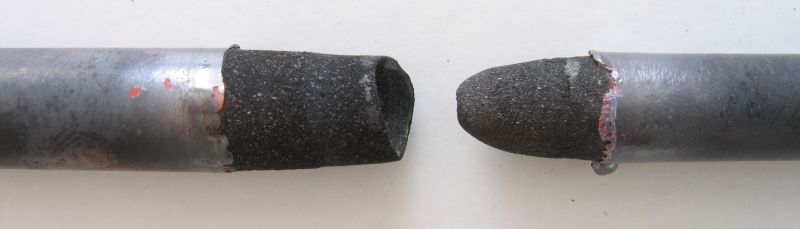
Eingebrannte Kohlen der Kohlebogenlampe eines Filmprojektors

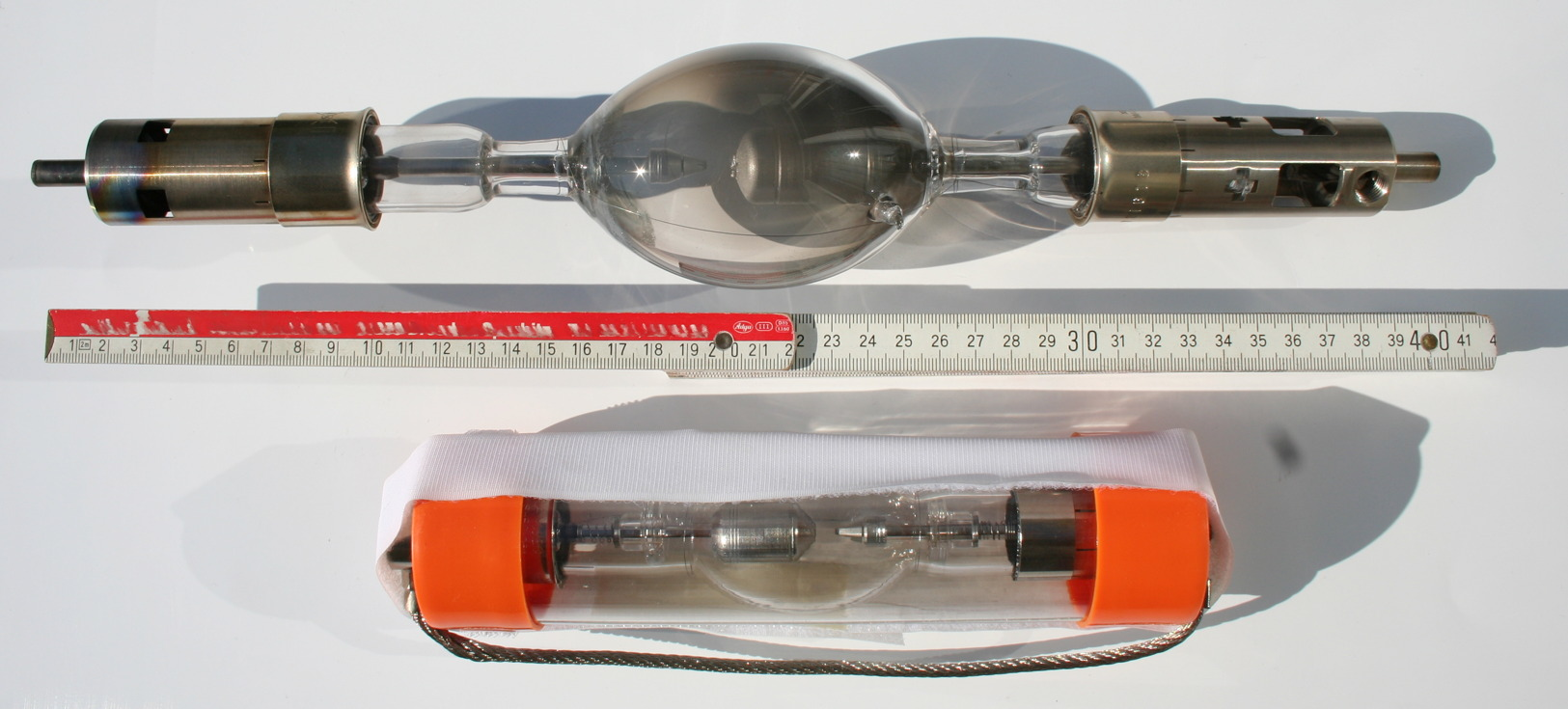
Oben: Xenonlampe 4000 Watt, defekt
Unten: Xenonlampe 2000 Watt, unbenutzt in Schutzverpackung

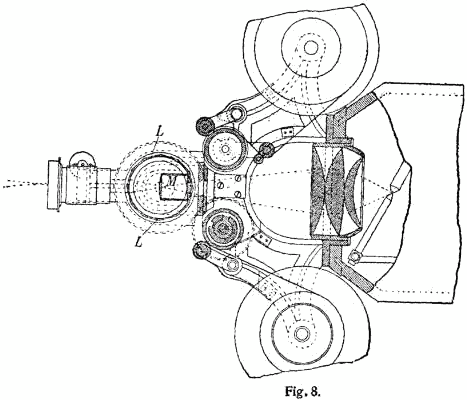
Filmprojektor mit Kohlebogenlampe

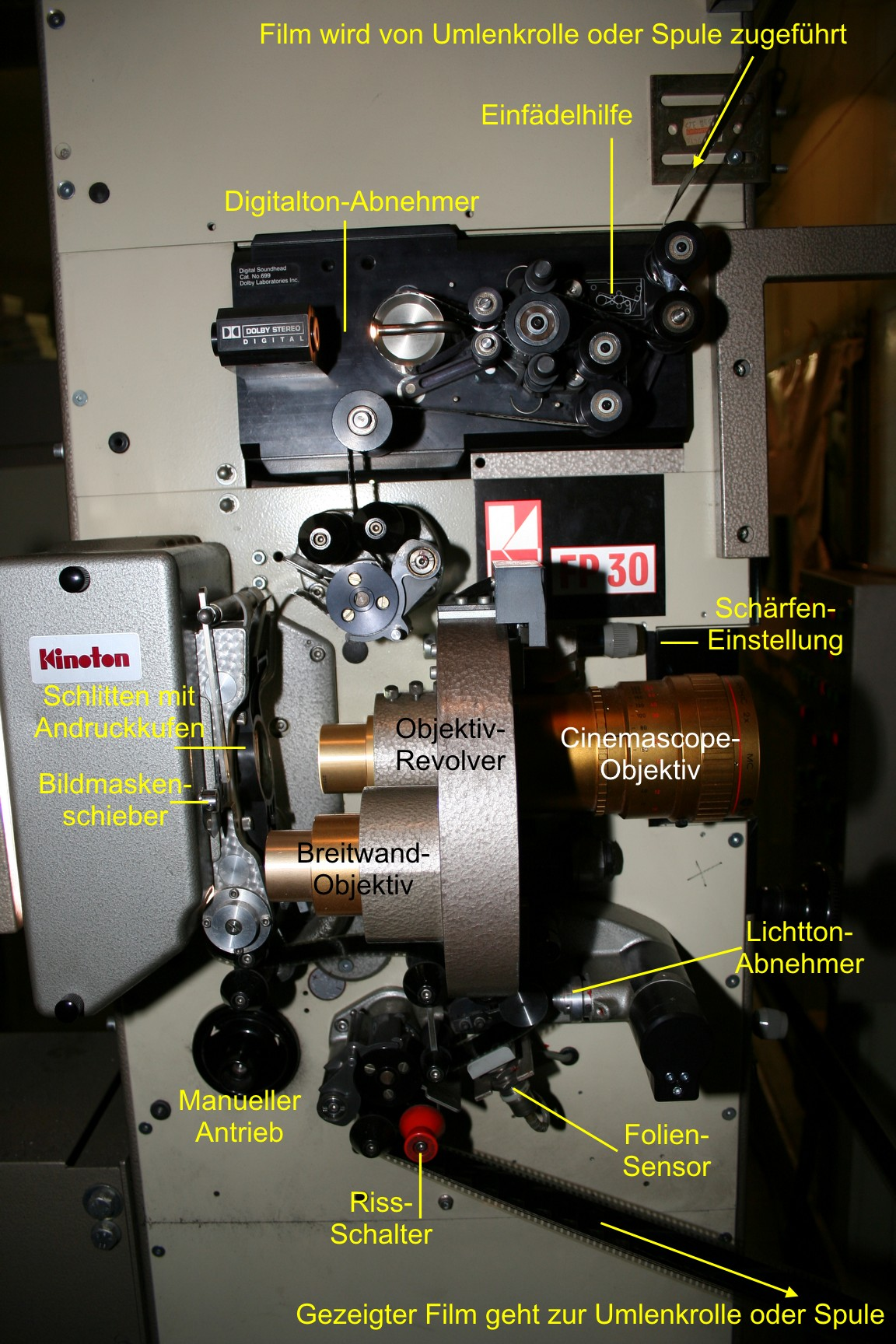
Projektionseinheit des Kinoprojektors FP 30, Details per Anklicken

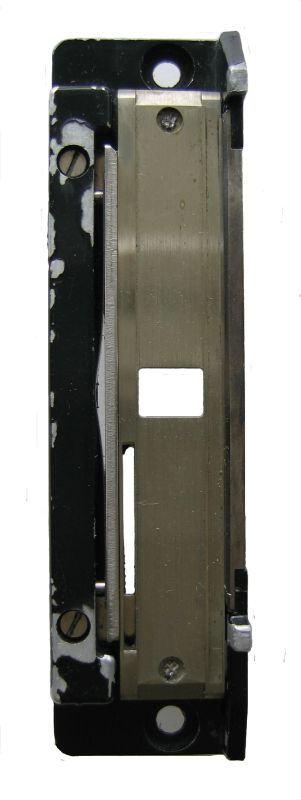
Filmbahn eines 16-mm-Projektors mit Bildfenster

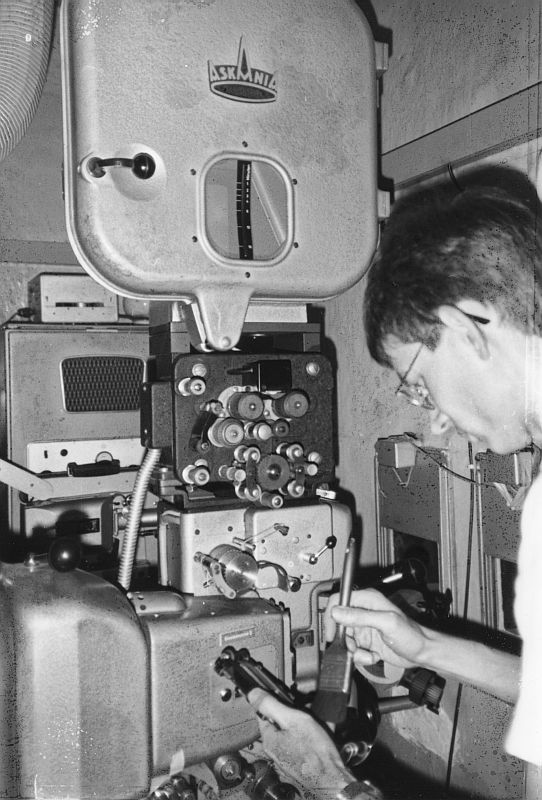
Vorführer beim Reinigen der Filmbahn eines Projektors Askania AP XII (gut erkennbar oben die Feuerschutztrommel, darunter das Magnettongerät)

- die Lichtquelle: bei 35-mm-Film, wie er normalerweise in Kinos gespielt wird, waren dies früher Kohlebogenlampen, heute sind es Xenon-Bogenlampen mit üblicherweise zwischen 900 Watt und 10 kW elektrischer Leistung (die größten gängigen Xenonlampen haben 7000 W). Bei 16-mm-Filmen werden teilweise Xenonlampen, teilweise Halogen-Glühlampen verwendet. 8-mm-Filmprojektoren besitzen meist Halogenglühlampen. Erste 35-mm-Filmprojektoren für den Heimgebrauch benutzten auch normale Glühlampen oder gar Petroleumlampen.
- ein Kondensor, der die Lichtquelle auf die Blendenebene des Objektivs projiziert,
- die Bildmasken (Bildfenster) für die verschiedenen Bild- bzw. Projektionsformate, damit Tonspur und Perforation nicht ebenfalls auf der Leinwand sichtbar werden.

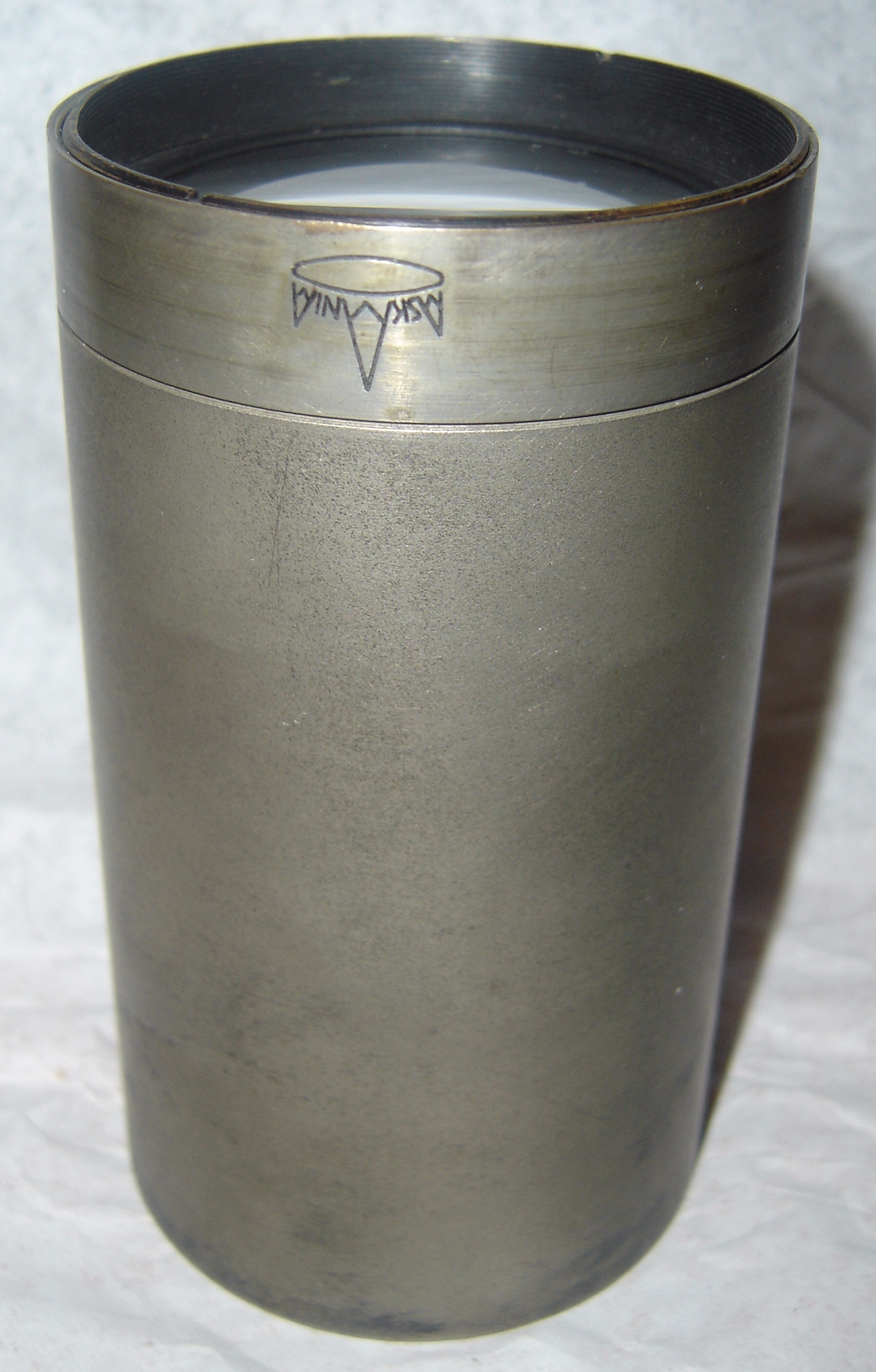
Projektionsobjektiv Diastar eines Askania 35-mm-Filmprojektors mit 400 mm Brennweite

- die Lichtklappe, eine metallene Blende zwischen Film und Lampe, die bei einem Filmriss oder Projektorstop automatisch schließt und so den nicht transportierten Film vor der Lampenhitze schützt (klemmt die Klappe, schmilzt der Film); und ansonsten vom Vorführer bedient wird, um nicht zur Vorführung gedachte Filmteile wie das Startband auszublenden. Andere Lichtklappen können die Projektionsfenster verschließen (um beim Überblenden den Film des nicht mehr aktiven Projektors nicht mehr zur Leinwand zu projizieren).
- das Projektionsobjektiv, um das Bild scharf oder entzerrt und in der richtigen Größe auf die Bildwand zu projizieren
- das Tongerät für Lichtton oder Magnetton, das Tonspuren des Filmes abtastet

Zum Filmantrieb

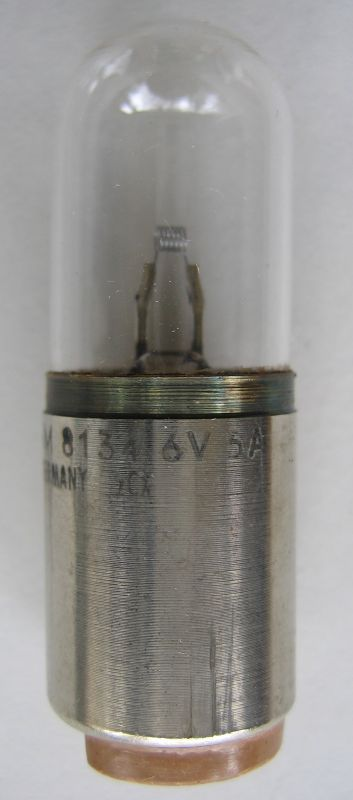
Tonlampe

Heute werden Transportmechanismen auch durch Schrittmotoren in Verbindung mit einer Schaltrolle ersetzt, um einen verbesserten Bildstand, bessere Lichtausnutzung durch kürzere Schaltzeiten (Zeit, die zum Transport des Films um einen Schritt gebraucht wird) und geringeren Film- und Geräteverschleiß zu erreichen.

Weiterhin gibt es Verfahren, bei denen der Film nicht abgesetzt, sondern kontinuierlich bewegt wird. Dabei gelangt das Licht des Bildes über ein System von synchron zur Filmbewegung rotierenden Prismen oder Spiegeln in das Objektiv. Das Unternehmen Ernst Leitz baute den nach diesem Prinzip arbeitenden Mechau-Projektor. Das Verfahren wird auch bei kleinen, auf einer Mattscheibe abbildenden Betrachtungsgeräten verwendet.
Breitwandverfahren
Filme im Breitwandformat werden maskiert, d. h., bei der Projektion wird nur ein Ausschnitt des möglichen Leinwandformats gezeigt. Gängig sind die Amerikanische Breitwand mit einem Seitenverhältnis von 1:1,85 sowie die Europäische Breitwand mit einem Seitenverhältnis von 1:1,66. Davon zu unterscheiden ist das Cinemascope-Verfahren, bei dem das Filmbild bei der Aufnahme verzerrt wird: damit in der Breite mehr Information aufgenommen werden kann, wird das Bild in der Horizontalen durch eine Zylinderlinse komprimiert. Zur Vorführung solcher Filme muss der Projektor mit einem Anamorphoten ausgestattet werden, mit der das Bild entzerrt wird. Das Seitenverhältnis des projizierten entzerrten Bildes beträgt bei Lichttonkopien 1:2,35. Damit auf der Leinwand keine unscharfen Bildränder zu sehen sind, begrenzen dort verschiebbare mattschwarze „Blenden“ das Bild.

## Filmführung im Projektor
Der Filmkanal, also der gewundene Weg, den der Film innerhalb des Projektors zurücklegt, ist mit mehreren Rollen und Zahnrollen ausgestattet. Sie sorgen zunächst durch seitliche Stege dafür, dass der Film exakt mittig in der Laufrichtung liegt. Eine erste Zahnrolle (Vorwickelrolle) zieht den Film aus der Abwickelspule, die in der oberen Feuerschutztrommel liegt. Bei Spulentürmen und Tellerbetrieb sorgen separate Motoren für kontinuierliche Filmzuführung. Es folgt die erste, obere Filmschlaufe als Übergang von der kontinuierlichen Bewegung zum Abstoppen-und-Transportieren durch die Schaltrolle.
Oberhalb dieser Schlaufe liegt der Filmrissschalter, der angehoben wird, sobald sich bei einem Filmriss der Film zwischen Vorwickelrolle und Filmkanal staut. Dadurch werden dann Antriebsmotor und Tonlampe abgeschaltet, ferner schließt sich eine Lichtschutzklappe vor dem Bildfenster. Da früher feuergefährliche Nitrofilme verwendet wurden, war ein Brandschalter vorgesehen, der durch eine separate Nitrofilmschleife vorgespannt wurde. Fing die durchlaufende Kopie Feuer, verbrannte diese Schleife ebenfalls und löste den Brandschalter aus. Dabei traten die gleichen Folgen wie beim Filmrissschalter ein; zusätzlich wurden noch Fallklappen vor den Projektions- und Schauöffnungen der Vorführkabine ausgelöst.
Im Filmkanal, der zum Einlegen geöffnet werden kann (Filmtür bzw. Schlitten), wird der Film zwischen Filmbahn mit Sammetauflage und zwei Andruckkufen geführt. Durch das Bildfenster der Maske wird ein passender Bildausschnitt von der Lampe beleuchtet und vom im Objektivträger eingespannten Objektiv projiziert.
Zur Kühlung u. a. des Films im Filmkanal ist teilweise ein Kühlwasseranschluss mit Zu- und Ablauf vorhanden. Alternativ bzw. zusätzlich zur Wasserkühlung verfügen einige Ausführungen über ein zwischen Lampe und Bildfenster angeordnetes Wärmeschutzfilter oder eine Druckluftkühlung des Bildfensters.
Nachdem der Film durch den Schlitten gelaufen ist, wo er Bild für Bild projiziert wurde, folgt eine weitere Filmschlaufe, dann eine weitere Zahnrolle (Nachwickelrolle), die ihn wieder in kontinuierliche Bewegung versetzt. Um einen Film einzulegen, hält sich der Vorführer an das „Prinzip des längsten Weges“.
Nach der unteren Schlaufe ist das Lichttongerät angeordnet. Der Film passiert zunächst eine Bremsrolle mit Gummi-Andruckrolle und gelangt zur Tonrolle, an der die Tonspur von der Tonlampe (früher Glühlampe, später auch Laser) mittels Spaltoptik beleuchtet und von einem Lichtempfänger abgetastet wird (früher von einer Photozelle, später von Photodioden). Die Tonrolle ist mit einer Schwungmasse verbunden und wird lediglich vom durchlaufenden, sie umschlingenden Film in Drehung versetzt. Der Film läuft danach über eine Pendelrolle, die für straffe Filmlage im Tongerät sorgt, und wird über die gezähnte Nachwickelrolle, bei der die untere Andruckrolle ein Herausspringen der Perforation verhindert, in die untere Feuerschutztrommel geführt. Die angetriebene untere Spulenachse wickelt hier den Film auf eine Spule (Fangspule, Leerspule) bzw. einen Bobby (ein kleiner Spulenkern; früher aus Holz, heute aus Kunststoff).
Sämtliche Zahnrollen sowie das Greifersystem (Schaltrolle) sind synchron miteinander gekoppelt. Schaltrolle, Schlitten und Bildmaske sind als Ganzes vertikal beweglich, um den Bildstand des Filmes justieren zu können. Durch diese Bildstrichverstellung kann der Vorführer – wenn der Film falsch eingelegt wurde – dafür sorgen, dass das gesamte Filmbild, nicht aber der zwischen zwei Bildern liegende Bildstrich gezeigt wird. Der Kufendruck des Schlittens ist einstellbar, um einerseits mechanische Unterschiede des Filmmaterials auszugleichen (z. B. Wellen, Knicke, Klebestellen) und andererseits das Bild während seines Stillstands sicher zu fixieren. Die Umlaufblende muss in ihrer zeitlichen Position zur Schaltrolle so justiert werden, dass sie den Strahlengang erst beim Stillstand des Filmes freigibt. Weitere Flügel an ihr erhöhen die Hell-Dunkel-Frequenz so weit, dass kein Flimmern wahrgenommen wird.
Vor dem Einlegen des Films wird der Handantrieb solange betätigt, bis sich die Schaltrolle gerade in Ruhestellung befindet. Nun wird der Film so eingelegt, dass sich genau ein Einzelbild im Bildfenster befindet. Da der Projektor zum Hochlaufen eine gewisse Zeit benötigt, wird üblicherweise kein Filmbild, sondern ein Bild des Startbandes im Bildfenster positioniert. Um sicherzugehen, dass es zwischen dem eingelegten Bild und dem ersten eigentlichen Bild des Aktes zu keiner Verschiebung der Bildlage kommt (es befindet sich in der Regel Schwarzband ohne sichtbaren Bildstrich unmittelbar vor dem ersten eigentlichen Bild), sollte der Vorführer eine entsprechende Sichtkontrolle durchführen. Dies kann z. B. dadurch geschehen, dass man den Film von Hand über eine alte Vor-/Nachwickelrolle laufen lässt, auf der sich Markierungen für den Bildstrich befinden (siehe Abbildung der Zahnrollen).
Es gibt 16 Möglichkeiten, einen 35-mm-Film einzulegen. Diese Anzahl an Kombinationen ergibt sich durch Multiplikation aus
- 2 Möglichkeiten für die Laufrichtung (Anfang → Ende bzw. Ende → Anfang)
- 2 Möglichkeiten für die Lage der Tonspur (bzw. die Seitenlage des Bildes)
- 4 Möglichkeiten für das Einlegen eines Einzelbildes in das Bildfenster (entsprechend den 4 Perforationen pro Bild).

Von diesen 16 Möglichkeiten führt nur eine unmittelbar zu einer korrekten Projektion, bei drei weiteren ist immerhin noch eine Korrektur mittels der Bildstrichverstellung möglich. In den übrigen 12 Fällen muss jedoch die Vorführung unterbrochen und der Film neu eingelegt werden. Korrekt ist der Film eingelegt, wenn
- der Filmanfang in Laufrichtung in den Projektor läuft („Köpfe nach unten“)
- sich die Tonspur in Blickrichtung Leinwand rechts befindet
- exakt ein Bild ins Bildfenster eingelegt wird

Zur Schonung des Films sind alle Rollen (und sonstigen Teile, die mit ihm in Berührung kommen oder kommen können, wie z. B. der Filmkanal, aber auch der Filmrissschalter) so konstruiert, dass nur die Perforation mit diesen Teilen in direkten Kontakt kommt. Deshalb sind im Bereich des eigentlichen Bildes entsprechende Vertiefungen vorhanden (siehe z. B. Abbildung der Zahnrollen).
Im Ruhezustand sollten stets der Filmkanal sowie sämtliche Andruckrollen geöffnet sein. Beachtet man dies nicht, können sich insbesondere bei der Gummiandruckrolle des Tongerätes Flachstellen bilden, die Störungen hervorrufen.

## Filmführung zum Projektor
Die Führung des Films innerhalb eines Projektor ist immer dieselbe. Unterschiede gibt es in der Art und Weise, in der der Film zum Projektor und wieder heraus gelangt.

### Überblendbetrieb
Kinofilme werden traditionellerweise in „Akten“ angeliefert. Diese Bezeichnung hat man vom Theater übernommen. Ein Akt ist bis 2000 Filmfuß lang (rund 600 Meter), was 22 Minuten Laufzeit entspricht. Früher wurden die Filmrollen in Blechdosen oder flache Kartonschachteln verpackt, heute überwiegend in Kunststoff-Runddosen. Die Aufteilung des Films auf mehrere Akte war früher deshalb notwendig, weil die Brenndauer der Kohlen einer Kohle-Bogenlampen auf etwa 45 Minuten begrenzt war. Ein normal langer (Spiel-)Film von 90 Minuten hätte also nicht ohne Unterbrechung gezeigt werden können. Außerdem wurde so der Transport vereinfacht (würde ein 90-Minuten-Film auf eine einzige Spule gewickelt, hätte diese einen Durchmesser von über einem Meter).
Die Akte werden nicht auf Spulen, sondern auf den bereits erwähnten Bobbies aufgewickelt geliefert.
Üblicherweise hat jeder Akt am Anfang und Ende einen farbigen Schutzfilm, eine Allonge, die es dem Vorführer ermöglicht, sofort zu erkennen, um welchen Akt es sich handelt und ob er „auf Anfang“ oder „auf Ende“ gewickelt ist – je nachdem, ob Aktanfang oder Aktende außen liegen. Es ist jedoch ratsam, sich als Vorführer nicht auf die Allongen zu verlassen, sondern eine Sichtkontrolle vorzunehmen.
Nach der Allonge folgt das sogenannte Startband, auch „Blankfilm“ genannt (weil der Film keine Einzelbilder enthält). Danach beginnt der Film, der Bilder und die Tonspur enthält. Die Tonspur ist um einige Bilder versetzt „vor“ dem eigentlichen projizierten Bild, da Abtastung, Verstärkung, Leitung zum Lautsprecher und Schallausbreitung bis zum Ohr des Zuschauers eine gewisse Zeit erfordern und sonst Asynchronizität zwischen Lippenbewegungen und gehörten Worten bestünde.
Sind zwei Projektoren vorhanden (genannt „ein Pärchen“) dann sind sie spiegelbildlich aufgebaut (fachsprachlich eine Links- und eine Rechtsmaschine, je nachdem, ob der Film in Projektionsrichtung gesehen auf der linken bzw. rechten Seite der Maschine transportiert wird), damit der Vorführer beide Maschinen vom gleichen Zwischengang bedienen kann.
Zur Vorführung müssen die Akte „auf Anfang“ gewickelt sein, der Filmanfang muss auf der Rolle außen sein. Am Ende der Projektion ist aber der Anfang im Inneren der Filmrolle. Die Rolle muss daher vor der nächsten oder ersten Vorführung so umgespult werden, dass der Anfang wieder außen liegt. Beim Umspulen und beim Verkleben muss darauf geachtet werden, dass der Film seitenrichtig projiziert wird (weil sonst auch die Tonspur nicht abgetastet wird oder bei Verwechslung "rückwärts laufend" gelesen wird, woraus sich "Tonsalat" ergibt). Die matte Emulsionsbeschichtung muss auf der Lichtseite sein (Merkspruch "Schicht ist Licht").
Wird der Film nach der letzten Vorstellung direkt von der Aufwicklung entnommen und (mithilfe einer zerlegbaren Aufwickelspule) direkt in die Transportdose gelegt, so ist wieder der Anfang innen. Ein Filmvorführer muss sich daher vor der Vorstellung vergewissern, ob bei den Rollen der Anfang außen liegt. Üblicherweise wurde während der Filmvorführung die vorhergehende Rolle rückgespult, die letzte aber aus Zeitgründen oft nicht.
Bei sehr oft abgespielten Kopien leidet die Perforation und kann ausfransen und einreissen. Läuft der Film deswegen nicht rund um die Umlenkspulen im Projektionsapparat, kann dort ein Filmriss entstehen, was naturgemäß zu Chaos im Vorführraum führt. Meist wird der Film noch einige Meter abgespult und füllt den Raum, bevor der Filmrissschalter den Filmtransport stoppt. Dann wird, um Zeit zu sparen, der verknäuelte Film abgeschnitten und der Film im Projektionsapparat neu eingelegt. Der neu eingelegte Film wird provisorisch auf die Aufwickelrolle gewickelt, bis die Reibung ihn dort „mitnimmt“ und wieder aufwickelt. Das im Raum abgespulte Filmstück muss später wieder beim Umrollen in den Film eingebaut werden. Um solche Filmrisse zu vermeiden, muss bei alten Kopien die Perforation überprüft werden.
Die Kunst des Vorführers besteht auch darin, am Ende eines Aktes den Projektor mit dem folgenden Akt rechtzeitig zu starten und Bild und Ton umzuschalten, so dass die Zuschauer keinen Übergang bemerken. Zu seiner Hilfe sind gegen Ende eines Aktes sogenannte Aktwechselmarken, auch „Überblend(ungs)zeichen“ genannt, in der oberen rechten Bildecke einkopiert oder eingekratzt. Beim Erscheinen der ersten Markierung startet der Vorführer den zweiten Projektor (Licht und Antrieb), bei der zweiten Markierung wird überblendet (mit dem Start des zweiten Projektors fällt beim ersten Projektor eine Lichtklappe zwischen Objektiv und Projektionsfenster und verhindert, dass die Bilder sich vermischen oder der erste Projektor „im Leerlauf“ das projizierte Bild des zweiten Projektors unnötig aufhellt). Die beiden Zeichen sind notwendig, da der Projektor eine gewisse Zeit zum Hochlaufen benötigt (Details zum Zeitablauf siehe dort). Weil durch häufige Vorführungen die Akte leiden, ist es ratsam, eigene Überblendzeichen z. B. aus Platinenklebeband (das sich rückstandsfrei entfernen lässt) anzubringen. Erfahrene Vorführer können mitunter am Durchmesser der Abwickelrolle erkennen, wann der zweite Projektor zu starten ist.
Es gibt Projektoren, die dem Vorführer das manuelle Überblenden abnehmen. Zu diesem Zweck werden auf dem Film kleine Stücke eines metallenen Selbstklebebandes angebracht. Ein Abtaster reagiert auf diese und übernimmt die ansonsten manuell vorzunehmenden Arbeitsschritte, also Start des zweiten Projektors sowie Überblendung. Mit drei oder gar vier Projektoren kann man auf diese Art bis zu einer Stunde Programm automatisch ablaufen lassen. Heute werden in der Regel alle Akte eines Films vor der Vorführung gekoppelt (d. h. aneinandergeklebt) und mit einem der nachfolgend beschriebenen Verfahren vorgeführt.

### Spulenbetrieb
Die einzelnen Akte der Filmkopie werden (ohne Allonge, Schwarzfilm und Startband) hintereinandergeklebt („gekoppelt“) und auf eine Spule gewickelt. Der Anfang des Filmes liegt außen. Die „obere“ bzw. filmgebende Spule heißt Abwickelspule, die Spule, auf den der Film nach der Projektion aufgewickelt wird, heißt Aufwickelspule, Fangspule oder Leerspule. Wenn der Film nach einer Projektion nochmals gezeigt werden soll, muss er erst von der Aufwickelspule auf die Abwickelspule zurückgespult werden. Das Koppeln findet auf einem Umrolltisch statt, einer Konstruktion mit zwei kleinen, aktgroßen Tellern (oft noch mit Handkurbel betrieben) und einer Klebepresse daneben.
Es gibt Projektoren, deren Abwickel- und Aufwickelfriktionen senkrecht übereinander liegen, andere, bei denen beide Spulen am Lampenhaus nebeneinander angebracht werden. Schließlich gibt es Spulentürme, die direkt neben dem Projektor oder in einiger Entfernung stehen. Da die Masse einer solchen Spule mit einem kompletten Spielfilm zu groß ist, um von der ersten Zahnrolle des Projektors ohne Schaden an der Perforation bewegt werden zu können, hat sie einen eigenen Motor, der je nach Grad der Abwicklung sein Tempo anpasst.

### Tellerbetrieb

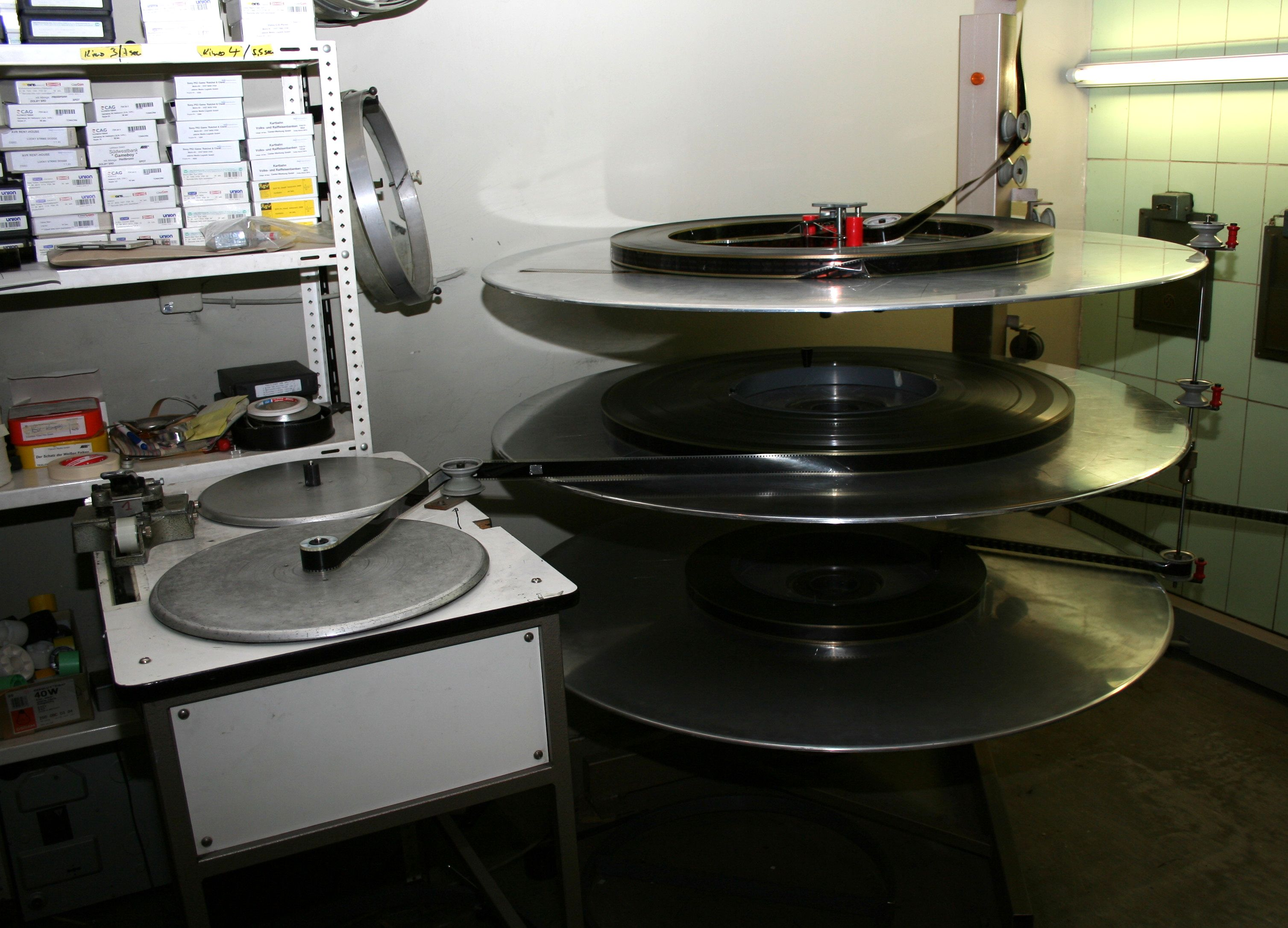
Telleranlage mit drei Tellern: Oben wird abgewickelt, in der Mitte ein zweiter Film aufgespult, ganz unten wird aufgewickelt

Für die pausenlose Vorführung von Kinofilmen mit einem Projektor gibt es neben dem Spulenturm seit Ende der 1960er Jahre auch die sogenannten Telleranlagen, bei denen der Film horizontal auf großen Tellerebenen liegt. Zur Vorführung wird der Anfang des Films aus der Mitte des Wickels herausgeführt und auf einer anderen Ebene wieder aufgewickelt. Eine Weiterentwicklung für Sonderfälle stellt der Endlosteller dar.

## Filmriss
Bei Sicherheitsfilm aus Celluloseacetat verdampfte mit der Zeit Weichmacher aus dem Filmmaterial. Das führte dazu, dass länger in Gebrauch stehende Filmkopien spröder wurden und es häufiger zu Ausrissen bei Perforationen oder zu Filmrissen kam. Am Beginn der Aufwicklung und am Ende der Abwicklung, also nahe am Kern der Spulen, war der Film stärkerer Biegebelastung ausgesetzt, weswegen dort Filme eher brachen und in der Folge rissen. Häufiges Abspielen der Filme führten auch zu – in der Projektion störenden – Kratzern in der Filmschicht.
Bei einem Filmriss musste der Film neu in den Projektor eingelegt werden, wodurch einige Meter Filmmaterial "in der Handlung" fehlten. Danach musste beim Umrollen die schadhafte Stelle gefunden und seitenrichtig verklebt werden.

## Steuerung und Automatisierung im Vorführraum
Siehe gesonderten Artikel Matrixautomat.

## Geschichte
Die Entwicklung des Filmprojektors baute einerseits auf den Leuchtmitteln und den optischen Elementen des Beleuchtungssystems und der Abbildungseinrichtung auf, die für Standbildprojektoren entwickelt worden waren.
Andererseits steht der Filmprojektor am Ende einer langen Reihe von Erfindungen zur Darstellung von bewegten Bildern, die jeweils nur eine sehr begrenzte Bilderfolge darstellen konnten:
- ab 1600: Daumenkino – Abblätterbuch mit Einzelbildern
- ab 1671: Laterna magica – Zauberlaterne: frühes Gerät zur Bildprojektion
- ab 1825: Thaumatrop – Wunderscheibe mit zwei Fäden
- ab 1830: Phenakistiskop – Phantaskop, Wunderrad oder Lebensrad
- ab 1832: Stroboskop – Zauberscheiben: Blitzgerät
- ab 1834: Zoetrop – Wundertrommel mit Schlitzen
- ab 1861: Mutoskop – Stereoanimationsblätterer per Stroboskop
- ab 1877: Praxinoskop – Elektrischer Schnellseher mittels Spiegelanordnung
- ab 1879: Zoopraxiskop – Projektionsgerät für chronofotografisch erzeugte Reihenbilder
- ab 1880: Kaiserpanorama – populäres Massenmedium mit stereoskopischen Bilderserien
- ab 1886: Elektrotachyscop – Projektionsgerät für Reihenbilder
- ab 1891: Kinetoskop – erster Filmbetrachter

## Aktuelle und ehemalige Hersteller von Kinoprojektoren
| Hersteller                      | Land                   | Ort                     | weitere Informationen                                                                        | Produktion aktiv/eingestellt |
| ------------------------------- | ---------------------- | ----------------------- | -------------------------------------------------------------------------------------------- | ---------------------------- |
|                                 | Schweden               |                         | Lizenz von Ernemann-Zeiss-Ikon                                                               | eingestellt                  |
| A. E.-G.                        | Deutschland            |                         |                                                                                              | eingestellt                  |
| Askania                         | Deutschland            | Berlin-Friedenau        |                                                                                              | eingestellt                  |
| Bartling                        | Deutschland            |                         |                                                                                              | eingestellt                  |
| Eugen Bauer GmbH („Kino-Bauer“) | Deutschland            | Stuttgart-Untertürkheim | gegründet 1905 von Eugen Bauer, 1932 von Bosch übernommen („Bosch-Photokino“)                | eingestellt                  |
| Buderus                         | Deutschland            |                         |                                                                                              | eingestellt                  |
| Century                         | USA                    |                         |                                                                                              | aktiv                        |
| Christie                        | Kanada                 |                         |                                                                                              | aktiv                        |
| Cinemeccanica                   | Italien                |                         |                                                                                              | aktiv                        |
| Cinetecnica Firenze             | Italien                |                         | Paolo Veronese                                                                               | aktiv                        |
| Diksi (später Dixi)             | Schweiz                | Le Locle                | Lizenz von Ernemann-Zeiss-Ikon, 35 mm                                                        | eingestellt                  |
| Ditmar                          | Österreich             |                         |                                                                                              | eingestellt                  |
| ERKO                            | Deutschland            | Berlin                  | Erdmann & Korth                                                                              | eingestellt                  |
| Ertel                           | Deutschland            |                         |                                                                                              | eingestellt                  |
| Ernemann                        | Deutschland            | Dresden, jetzt Kiel     | ursprünglich Heinrich Ernemann                                                               | aktiv                        |
| Friedl-Chaloupka                | Österreich             |                         |                                                                                              | eingestellt                  |
| Frieseke & Hoepfner             | Deutschland            | Erlangen-Bruck          |                                                                                              | eingestellt                  |
| Fumeo                           | Italien                |                         |                                                                                              | aktiv                        |
| Léon Gaumont                    | Frankreich             |                         |                                                                                              | eingestellt                  |
| Harbin Film Machinery Plant     | China                  |                         |                                                                                              | aktiv                        |
| I. C.-A.                        | Deutschland            |                         |                                                                                              | eingestellt                  |
| Kalee                           | Vereinigtes Königreich |                         |                                                                                              | eingestellt                  |
| Kinap                           | UdSSR                  | Odessa/Ukraine          |                                                                                              | eingestellt                  |
| Kunert                          | Deutschland            |                         |                                                                                              | eingestellt                  |
| Kinoton                         | Deutschland            | Germering               | Erfinder des Horizontalfilmtellers, Übernahme der Philips FP 20-Patente und Produktion 1972. | aktiv                        |
| Leitz                           | Deutschland            |                         |                                                                                              | eingestellt                  |
| Lehmann & Knetsch               | Deutschland            |                         |                                                                                              | eingestellt                  |
| Liesegang                       | Deutschland            | Düsseldorf              |                                                                                              | eingestellt                  |
| Marin                           | Frankreich             |                         |                                                                                              | aktiv                        |
| Messter                         | Deutschland            |                         |                                                                                              | eingestellt                  |
| Meopta                          | Tschechien             | Přerov                  |                                                                                              | eingestellt                  |
| Monee                           | Indien                 | Bangalore               |                                                                                              | aktiv                        |
| National                        | USA                    |                         |                                                                                              | ?                            |
| Johannes Nitzsche               | Deutschland            | Leipzig                 |                                                                                              | eingestellt                  |
| OFAG                            | Deutschland            |                         |                                                                                              | eingestellt                  |
| PAGU                            | Deutschland            |                         |                                                                                              | eingestellt                  |
| Pathé frères                    | Frankreich             |                         |                                                                                              | eingestellt                  |
| Peck & Kerkhof                  | Deutschland            |                         |                                                                                              | eingestellt                  |
| Philips Cinema                  | Niederlande            | Eindhoven               | Lizenz/Nachbau Nitzsche Castor und Nitzsche Saxonia                                          | eingestellt                  |
| Prevost                         | Italien                |                         |                                                                                              | aktiv                        |
| PROMAG                          | Deutschland            |                         |                                                                                              | eingestellt                  |
| Rien & Beckmann                 | Deutschland            |                         |                                                                                              | eingestellt                  |
| Schädel & Co.                   | Deutschland            |                         |                                                                                              | eingestellt                  |
| Schimmel                        | Deutschland            |                         |                                                                                              | eingestellt                  |
| Schneider und Sohn              | Deutschland            |                         |                                                                                              | eingestellt                  |
| Seischab & Co.                  | Deutschland            |                         |                                                                                              | eingestellt                  |
| Siemens & Halske                | Deutschland            |                         |                                                                                              | eingestellt                  |
| Simplex                         | USA                    |                         |                                                                                              | aktiv                        |
| Stachow                         | Deutschland            |                         |                                                                                              | eingestellt                  |
| Strong                          | USA                    |                         |                                                                                              | aktiv                        |
| VEB Carl Zeiss Jena             | Deutschland            | Jena                    |                                                                                              | eingestellt                  |
| VEB Pentacon                    | DDR                    | Dresden                 | Nachfolger von Zeiss Ikon                                                                    | eingestellt                  |
| Wassmann                        | Spanien                | Madrid                  |                                                                                              | aktiv                        |

## Filmvorführung an Bord von Flugzeugen

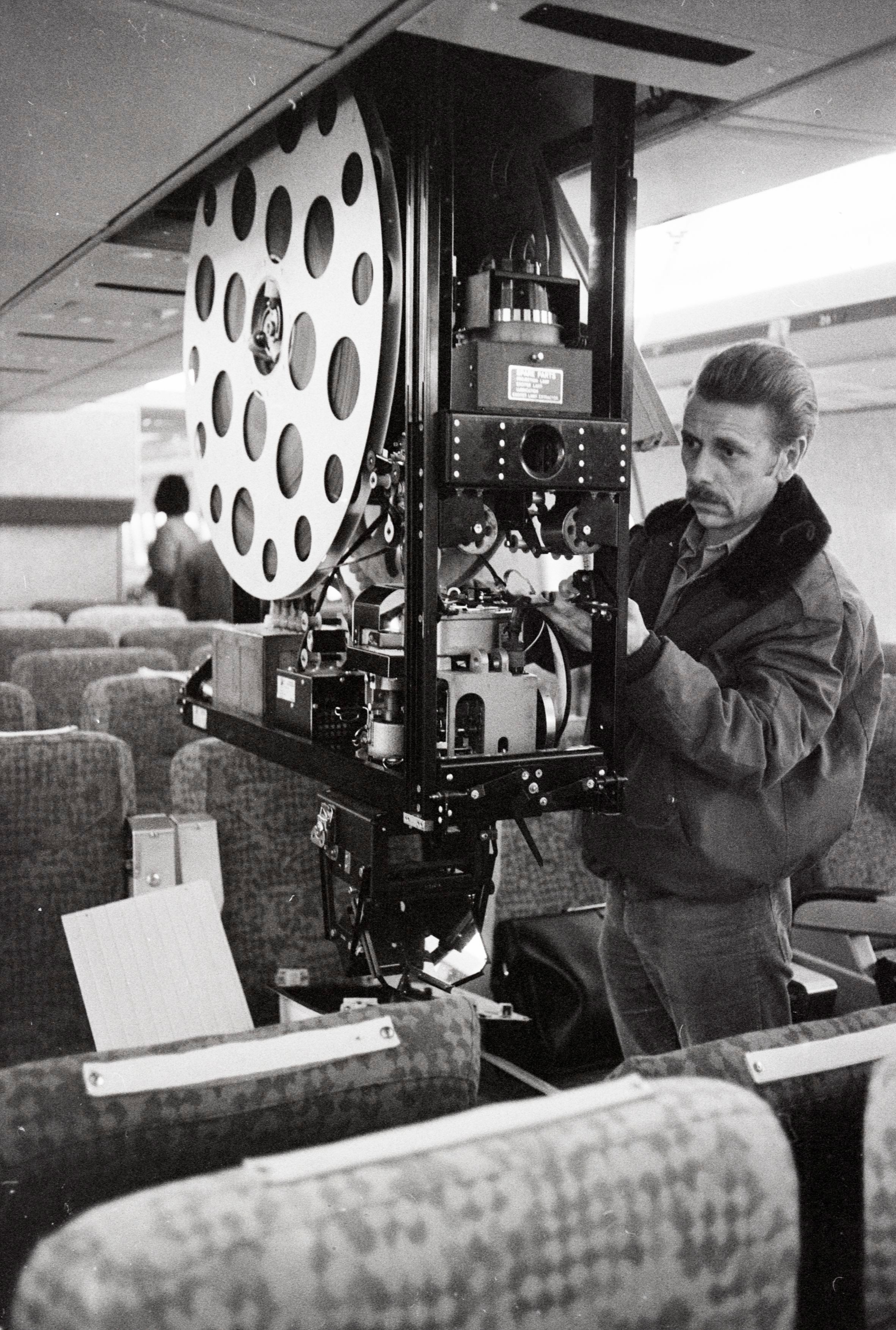
Ein 16-mm-Filmprojektor in einer Boeing 747 der Swissair wird vorbereitet (1972)

Zum In-flight Entertainment, also zur Unterhaltung der Passagiere auf Flugreisen wurden Projektoren in Verkehrsflugzeugen installiert. Am 26. April 1970 war bei der Lufthansa erstmals auf einer Langstrecke ein auf Leinwand projizierter Film zu sehen. Schon 1989 wurden jedoch die ersten Bildschirme montiert, welche die Filmprojektion auf Leinwand ersetzten.

## Filmvorführung im Fernsehen
Weil beim Fernsehen, auf der Netzfrequenz des Wechselstroms 50 Hz und dem Zeilensprungverfahren basierend, nicht 48 Bilder, sondern 50 Bilder je Sekunde gezeigt werden (siehe dazu auch Framerate), werden Filme geringfügig und nicht wahrnehmbar schneller abgespielt. Das bewirkt, dass Filme im Fernsehen eine kürzere Laufzeit haben als bei einer Kinovorführung, die "Videoversion" also kürzer ist als die "Filmversion". 2 Bilder in der Sekunde Vorsprung ergibt 7.200 Bilder je Stunde. Diese würden bei 48 Bildern je Sekunde 150 Filmsekunden oder 2,5 Filmminuten dauern, ein Dreistundenfilm ist daher im Fernsehen 7,5 Minuten kürzer. Dieser Effekt tritt besonders bei überlangen Filmen in Erscheinung, hat aber nichts zu tun mit Filmlängenänderungen, beispielsweise wegen eines Director’s Cut oder einer extra gekürzten Videofassung. Die minimale Tonhöhenänderung aufgrund des schnelleren Abspielen ist ebenfalls nicht wahrnehmbar. Weitere Details dazu siehe PAL-Beschleunigung.